# Harmațca, Stînga Nistrului
Harmațca este un sat din Unitățile Administrativ-Teritoriale din Stînga Nistrului (Transnistria), Republica Moldova.
Satul Harmațca este situat pe malul stâng al Nistrului. Distanța până la centrul raional Dubăsari este de 20 km, până la Chișinău – 72 km. Moșia satului se întinde pe o suprafață de 66,1 km 2. Are o populație de 4.000 de locuitori. Apți de muncă sunt 2.200 de oameni. În sat există școală medie, două biblioteci, casă de cultură, două oficii poștale, două stadioane, un hotel, două spitale, o grădiniță, cinci magazine, patru baruri, trei frizerii și o policlinică. Nistrul, după ce trece de satul Jura, începe sa-și adune ape mai bogate, mai înalte și mai late, dar è nevoit să-și ramolească albia cât se poate de energic, cârnind-o când în stânga, când în dreapta, iar de la Goian și Roghi chiar apucând-o parcă înapoi. Relieful nu-i chiar atât de accidentat, dar așa decurge valea Nistrului și bătrânul fluviu nu are altceva ce face, decât să se împace cu acele condiții ce i se oferă. De la Dubăsari, devine larg de tot și-și mână valurile impetuos, cu multă vigoare. Arheologii cât și istoricii constată că pe aceste locuri au trăit băștinași cu mult mai înainte, primii oameni stabilindu-se aici cu sute de ani în urmă. Au fost și ei atacați de nomazii de câmpie, dar nu s-au lăsat prădați cu una, cu două sau duși în robie și se împotriveau cum puteau, adesea răzbunându-i pe războinici. Alte referințe mai importante din istoria localității: În 1859 – satul Harmațca avea 158 curți, din care 490 bărbați și 445 femei. La acel moment exista biserică. În 1892 – satul avea nevoie de o școală, măcar de alfabetizare, și ea se deschide în acest an. Recensământul din 10 noiembrie 1940 atestă la Garmațca 2.256 de locuitori. Al doilea război mondial a adus și el mari nenorociri satului. A mai pierdut Harmațca oameni și în anii înfometați 1946-1947. A mai pierdut și cu represiunile, dar acestea au fost mai înainte, totuși memoria oamenilor nu le-a uitat. Ea ține minte că în 1930 au fost deportați în regiunea Perm Ion Stasiev cu soția și cinci copii, Chiril Ursu cu soția și un fiu, nora și doi nepoți, Toader Ursu, Isidor Ursu. Se ține minte că în 1932-1934 au fost represați Adrian Basiu, Chiril Isaicu, Carp Ursu. În acest fel, la recensământul populației din 1 august 1949, satul era mult mai rărit decât până la război – avea numai 2.096 de oameni, dintre care 2.086 moldoveni, 8 ruși și 2 ucraineni. Dar se dezlănțuie conflictul armat de pe Nistru. Astfel, Harmațca din nou devine o localitate care suportă mari nenorociri. În 1992 pe aici trecea linia de confruntare, apărătorii integrității RM aflându-se chiar pe marginea satului. Au murit în urma luptelor atât apărătorii localității, cât și locuitorii ei.
Conform recensământului din anul 2004, populația localității era de 1.271 locuitori, dintre care 1.131 (88.98%) moldoveni (români), 108 (8.49%) ucraineni si 18 (1.41%) ruși.